# World Series of Poker 1999
1999 års World Series of Poker (WSOP) pokerturnering hölls vid Binion's Horseshoe.

## Inledande event
| Event                                    | Vinnare             | Pris (USD) | Tvåa             |
| ---------------------------------------- | ------------------- | ---------- | ---------------- |
| $1 500 Limit Hold'em                     | Charles Brahmi      | $338 000   | John Bonetti     |
| $1 500 Seven Card Razz                   | Paul "Eskimo" Clark | $84 610    | Simon Zhang      |
| $2 500 Limit Hold'em                     | John Esposito       | $219 225   | Mimi Tran        |
| $2 500 Seven Card Stud                   | David Grey          | $199 000   | Eli Balas        |
| $2 500 Pot Limit Omaha                   | Hassan Komoei       | $173 000   | Norbert Hoelting |
| $2 500 Seven Card Stud Hi-Lo 8 or better | Ron Long            | $170 000   | Brian Nadell     |
| $2 500 No Limit Hold'em                  | Eric Holum          | $283 975   | Ted Forrest      |
| $2 500 Limit Omaha                       | Tom Franklin        | $104 000   | Erik Alps        |
| $2 500 Omaha 8 or better                 | Steve Badger        | $186 000   | Larry Anderson   |
| $3 000 Limit Hold'em                     | Josh Arieh          | $202 800   | Humberto Brenes  |
| $3 500 No Limit Hold'em                  | Mike Matusow        | $147 440   | Alex Brenes      |
| $3 000 Pot Limit Hold'em                 | Layne Flack         | $224 400   | Matt Lefkowitz   |
| $5 000 Limit Hold'em                     | Eli Balas           | $220 000   | Annie Duke       |
| $1 000 Ladies' Seven Card Stud           | Christina Pie       | $34 000    | LaVonne Joyce    |
| $1 500 Omaha 8 or better                 | Mike Wattel         | $134 865   | Ed Smith         |

## Main Event
393 stycken deltog i Main Event. Varje deltagare betalade $10 000 för att delta.

### Finalbordet
| Placering | Namn                 | Pris       |
| --------- | -------------------- | ---------- |
| 1         | J. J. "Noel" Furlong | $1 000 000 |
| 2         | Alan Goehring        | $768 625   |
| 3         | Padraig Parkinson    | $489 125   |
| 4         | Erik Seidel          | $279 500   |
| 5         | Chris Bigler         | $212 420   |
| 6         | Huck Seed            | $167 700   |